# Louis Félix
Pour les articles homonymes, voir Félix.
Donatien Gilles Louis Félix est un réalisateur, producteur et scénariste français né le 8 août 1920 à Toulouse et décédé le 20 janvier 2013 à Paris 2e. Il a joué un rôle et en partie filmé la libération de Paris. Avant de créer sa propre boîte de production (Louis Félix production) il fut grand reporter pour France Libre actualité.

## Biographie
Louis Félix a commencé sa carrière au cinéma en travaillant comme directeur de la photographie, notamment avec Jacques Tati pour L'École des facteurs.
Il réalise un premier long métrage, Ce sacré Amédée, sorti en 1957.

## Filmographie
- 1951 : Mon ami Pierre (court métrage - coréalisatrice : Paula Neurisse)[5]
- 1954 : Vacances en hiver (court métrage)
- 1955 : Ce sacré Amédée
- 1958 : Chaleurs d'été
- 1959 : Heures chaudes
- 1960 : Hold-up à Saint-Trop'